# Библиографија Хауарда Филипса Лавкрафта
Хауард Филипс Лавкрафт (20. август 1890 – 15. март 1937) био је амерички писац хорор прича. Лавкрафт је, као и његов највећи књижевни узор, Едгар Алан По, почео као песник, али се убрзо пребацио на прозу, која га је на крају и прославила. За живота је махом објављивао по часописима, међу којима је посебно значајан Weird Tales, што му изван одређених кругова није донело значајну популарност. У својим делима је створио специфичан стил који ће касније бити назван космицизам, а који се заснивао на безначајности човечанства у односу на наднаравне, козмичке силе. Део његових прича спада у тзв. „Циклус снова” инспириран делима лорда Дансенија, док већи део његовог опуса, уједно и његова најбоља и најутицајнија дела, спада у тзв. „Ктулу митове”. За живота је писао и есеје, као и бројна писма.
Иако за живота није уживао велику популарност, Лавкрафт је имао одани круг следбеника који су и након његове смрти наставили да пишу дела у склопу Ктулу митова, а међу њима се посебно истиче Огаст Дерлет. Након смрти, Лавкрафт је постао инспирација и за бројне теоретичаре и историчаре књижевности, који су детаљно проучавали и анализирали његов рад. Наведена библиографија састављена је уз помоћ Енциклопедије Х. Ф. Лавкрафта, коју су приредили С. Т. Џоши и Д. Е. Шулц.

## Фикција
| Бр. | Наслов                                                         | Датум писања                          | Датум објављивања                           | Форма                  |
| --- | -------------------------------------------------------------- | ------------------------------------- | ------------------------------------------- | ---------------------- |
| 1   | „Алхемичар”                                                    | 1908.                                 | новембар 1916.                              | приповетка             |
| 2   | „Гробница”                                                     | јун 1917.                             | март 1922.                                  | приповетка             |
| 3   | „Дагон”                                                        | јул 1917.                             | новембар 1919.                              | приповетка             |
| 4   | „Сећање на др Самјуела Џонсона”                                | лето−рана јесен 1917.                 | септембар 1917.                             | приповетка             |
| 5   | „Поларис”                                                      | пролеће−лето 1918.                    | децембар 1920.                              | приповетка             |
| 6   | „С ону страну сна”                                             | пролеће 1919.                         | октобар 1919.                               | приповетка             |
| 7   | „Сећање”                                                       | пролеће 1919.                         | мај 1923.                                   | приповетка             |
| 8   | „Стари Багс”                                                   | јул 1919.                             | 1959.                                       | приповетка             |
| 9   | „Преображај Хуана Ромера”                                      | 16. септембар 1919.                   | 1944.                                       | приповетка             |
| 10  | „Бели брод”                                                    | октобар 1919.                         | новембар 1919.                              | приповетка             |
| 11  | „Пропаст која је дошла у Сарнат”                               | 3. децембар 1919.                     | јун 1920.                                   | приповетка             |
| 12  | „Изјава Рандолфа Картера”                                      | децембар 1919.                        | мај 1920.                                   | приповетка             |
| 13  | „Улица”                                                        | касна 1919.                           | децембар 1920.                              | приповетка             |
| 14  | „Ужасни старац”                                                | 28. јануар 1920.                      | јул 1921.                                   | приповетка             |
| 15  | „Мачке Ултара”                                                 | 15. јун 1920.                         | новембар 1920.                              | приповетка             |
| 16  | „Дрво”                                                         | јануар−јун 1920.                      | октобар 1921.                               | приповетка             |
| 17  | „Селефаис”                                                     | рани новембар 1920.                   | мај 1922.                                   | приповетка             |
| 18  | „С оне стране”                                                 | 16. новембар 1920                     | јун 1934.                                   | приповетка             |
| 19  | „Храм”                                                         | јун−новембар 1920.                    | септембар 1925.                             | приповетка             |
| 20  | „Ниарлатотеп”                                                  | новембар 1920.                        | новембар 1920.                              | приповетка             |
| 21  | „Слика у кући”                                                 | 12. децембар 1920.                    | лето 1921.                                  | приповетка             |
| 22  | „Чињенице везане за покојног Артура Џермина и његову породицу” | децембар 1920.                        | март и јун 1921. под насловом „Бели мајмун” | приповетка             |
| 23  | „Безимени град”                                                | јануар 1921.                          | новембар 1921.                              | приповетка             |
| 24  | „Иранонова потрага”                                            | 28. фебруар 1921.                     | јул−август 1935.                            | приповетка             |
| 25  | „Месечева мочвара”                                             | 10. март 1921.                        | јун 1926.                                   | приповетка             |
| 26  | „Заборав”                                                      | 1920 – март 1921. (нејасно)           | март 1921.                                  | приповетка             |
| 27  | „Други богови”                                                 | 14. август 1921.                      | новембар 1933.                              | приповетка             |
| 28  | „Отпадник”                                                     | пролеће−лето 1921.                    | април 1926.                                 | приповетка             |
| 29  | „Музика Ериха Зана”                                            | децембар 1921.                        | март 1922.                                  | приповетка             |
| 30  | „Слатка Ерменгарда”                                            | 1919–21?                              | 1943.                                       | приповетка             |
| 31  | „Хипнос”                                                       | март 1922.                            | мај 1923.                                   | приповетка             |
| 32  | „Шта доноси Месец”                                             | 5. јун 1922.                          | мај 1923.                                   | приповетка             |
| 33  | „Азатот”                                                       | јун 1922.                             | јун 1938.                                   | фрагмент романа        |
| 34  | „Херберт Вест–реаниматор”                                      | октобар 1921 – јун 1922.              | фебруар−јул 1922.                           | приповетка             |
| 35  | „Гонич”                                                        | октобар 1922.                         | фебруар 1924.                               | приповетка             |
| 36  | „Вребајући страх”                                              | новембар 1922.                        | јануар−април 1923.                          | приповетка             |
| 37  | „Пацови у зидовима”                                            | август−септембар 1923.                | март 1924.                                  | приповетка             |
| 38  | „Неизрециво”                                                   | септембар 1923.                       | јул 1925.                                   | приповетка             |
| 39  | „Фестивал”                                                     | октобар 1923.                         | јануар 1925.                                | приповетка             |
| 40  | „Уклета кућа”                                                  | октобар 1924.                         | октобар 1937.                               | приповетка             |
| 41  | „Ужас у четврти Ред Хук”                                       | 1−2. август 1925.                     | децембар 1926.                              | приповетка             |
| 42  | „Он”                                                           | 11. август 1925.                      | септембар 1926.                             | приповетка             |
| 43  | „У гробници”                                                   | 18. септембар 1925.                   | новембар 1925.                              | приповетка             |
| 44  | „Хладан ваздух”                                                | фебруар 1926.                         | март 1928.                                  | приповетка             |
| 45  | „Зов Ктулуа”                                                   | август−септембар 1926.                | фебруар 1928.                               | приповетка             |
| 46  | „Пикманов модел”                                               | септембар 1926.                       | октобар 1927.                               | приповетка             |
| 47  | „Чудна висока кућа у измаглици”                                | 9. новембар 1926.                     | октобар 1931.                               | приповетка             |
| 48  | „Сребрни кључ”                                                 | новембар 1926.                        | јануар 1929.                                | приповетка             |
| 49  | Сновита потрага за незнаним Кадатом                            | октобар 1926 − 22. јануар 1927.       | 1943.                                       | новела                 |
| 50  | Случај Чарлса Декстера Ворда                                   | јануар − 1. март 1927.                | мај и јул 1941.                             | роман                  |
| 51  | „Боја изван овог свемира”                                      | март 1927.                            | септембар 1927.                             | приповетка             |
| 52  | „Потомак”                                                      | рана 1927.                            | 1938.                                       | фрагмент приповетке    |
| 53  | „Народ из давнина”                                             | 3. новембар 1927.                     | лето 1940.                                  | извод из писма         |
| 54  | „Историја Некрономикона”                                       | децембар 1927.                        | 1938.                                       | кратка псеудо-историја |
| 55  | Данички ужас                                                   | август 1928.                          | април 1929.                                 | новела                 |
| 56  | „Ибид”                                                         | лето 1928.                            | јануар 1938.                                | приповетка             |
| 57  | Шаптач у тами                                                  | 24. фебруар − 26. септембар 1930.     | август 1931.                                | новела                 |
| 58  | У планинама лудила                                             | 24. фебруар − 22. март 1931.          | фебруар − април 1936.                       | новела                 |
| 59  | Сенка над Инсмутом                                             | новембар−децембар 1931.               | април 1936.                                 | новела                 |
| 60  | „Снови у вештичјој кући”                                       | фебруар 1932.                         | јул 1933.                                   | приповетка             |
| 61  | „Ствар на прагу”                                               | 21−24. август 1933.                   | јануар 1937.                                | приповетка             |
| 62  | „Књига”                                                        | октобар 1933.                         | 1938.                                       | фрагмент приповетке    |
| 63  | „Зли свештеник”                                                | децембар 1933.                        | април 1939.                                 | извод из писма         |
| 64  | Сена из другог времена                                         | 10. новембар 1934 − 22. фебруар 1935. | јун 1936.                                   | новела                 |
| 65  | „Становник таме”                                               | 5−9. новембар 1935.                   | децембар 1936.                              | приповетка             |

## Сарадње, ревизије и писања из сенке
| Наслов                     | Датум писања                 | Датум објављивања | Сарадници (или клијенти ревизије)                                                                    |
| -------------------------- | ---------------------------- | ----------------- | --- |
| Битка која је окончала век | јун 1934.                    | јун 1934.         | Р. Х. Барлоу                                                                                         |
| Ботон                      | 1946.                        | 1946.             | Хенри С. Вајтхед                                                                                     |
| Изазов изван граница       | август 1935.                 | август 1935.      | К. Л. Мур, А. Мерит, Роберт Е. Хауард и Френк Белкнап Лонг                                           |
| Урушавајући космоси        | 1938.                        | 1938.             | Р. Х. Барлоу                                                                                         |
| Пузави хаос                | децембар 1920.               | април 1921.       | Винифред В. Џексон                                                                                   |
| Проклетство Јига           | пролеће 1928.                | новембар 1929.    | Зелија Бишоп                                                                                         |
| Дневник Алонса Тајпера     | октобар 1935.                | фебруар 1938.     | William Lumley                                                                                       |
| Ископавање                 | септембар 1935.              | јануар 1937.      | Двејн В. Римел                                                                                       |
| Електрични џелат           | јул 1929.                    | август 1930.      | Адолф де Кастро (прерађено из Кастровог „Аутоматског џелата”, први пут објављеног 14. новембра 1891) |
| Зелена ливада              | 1918–1919.                   | пролеће 1927.     | Винифред В. Џексон                                                                                   |
| Четири сата                | 1922.                        | 1949.             | Соња Грин                                                                                            |
| Ризница зверског чаробњака | 1933.                        | 1933.             | Р. Х. Барлоу                                                                                         |
| Ужас на Мартиновој плажи   | јун 1922.                    | новембар 1923.    | Соња Грин                                                                                            |
| Ужас на гробљу             | 1933–1934.                   | мај 1937.         | Хејзел Хилд                                                                                          |
| Ужас у музеју              | октобар 1932.                | јул 1933.         | Хејзел Хилд                                                                                          |
| Испод пирамида             | фебруар 1924.                | мај−јул 1924.     | Хари Худини                                                                                          |
| Последњи тест              | октобар−новембар 1927.       | новембар 1928.    | Адолф де Кастро                                                                                      |
| Човек од камена            | лето 1932.                   | октобар 1932.     | Хејзел Хилд                                                                                          |
| Медузин калем              | мај−август 1930.             | јануар 1939.      | Зелија Бишоп                                                                                         |
| Хумка                      | децембар 1929 – јануар 1930. | новембар 1940.    | Зелија Бишоп                                                                                         |
| Ноћни океан                | лето 1936.                   | зима 1939.        | Р. Х. Барлоу                                                                                         |
| Из еона                    | август 1933.                 | април 1935.       | Хејзел Хилд                                                                                          |
| Поезија и богови           | лето 1920.                   | септембар 1920.   | Ана Хелен Крофтс                                                                                     |
| Убиство чудовишта          | 1933.                        | 1933.             | Р. Х. Барлоу                                                                                         |
| Чаробњаштво Афлара         | 1934.                        | 1934.             | Двејн В. Римел                                                                                       |
| Ствар на месечини          | новембар 1927.               | јануар 1941.      | Џ. Чепман Миске                                                                                      |
| Кроз капије сребрног кључа | октобар 1932 – април 1933.   | јул 1934.         | Е. Хофман Прајс                                                                                      |
| До мора                    | јануар 1935.                 | лето 1935.        | Р. Х. Барлоу                                                                                         |
| Замка                      | лето 1931.                   | март 1932.        | Хенри С. Вајтхед                                                                                     |
| Дрво на брду               | мај 1934.                    | септембар 1940.   | Двејн В. Римел                                                                                       |
| Две црне боце              | јун−октобар 1926.            | август 1927.      | Вилфред Бланч Талман                                                                                 |
| У зидинама Ерикса          | јануар 1936.                 | октобар 1939.     | Кенет Стерлинг                                                                                       |
| Крилата смрт               | лето 1932.                   | март 1934.        | Хејзел Хилд                                                                                          |
| Сатанине слуге             | 1935.                        | 1949.             | Роберт Блох                                                                                          |